# Lucikî, Camenița
Lucikî (în ucraineană Лучки) este un sat în comuna Nefedivți din raionul Camenița, regiunea Hmelnîțkîi, Ucraina.

## Demografie
Componența lingvistică a localității Lucikî
     Ucraineană (98,59%)
     Rusă (1,41%)
Conform recensământului din 2001, majoritatea populației localității Lucikî era vorbitoare de ucraineană (98,59%), existând în minoritate și vorbitori de rusă (1,41%).